# San Lorenzo Huitzizilapan
San Lorenzo Huitzizilapan är ett samhälle i kommunen Lerma i delstaten Mexiko i Mexiko. Orten hade 837 invånare vid folkräkningen år 2020.